# Dr. John H. Watson
Doktor John Hamish Watson je izmišljeni lik iz serije kriminalističkih romana britanskog pisca Arthura Conana Doylea. U romanima je bio pomoćnik Sherlocka Holmesa. Rođen je 25. kolovoza 1852.

## Pozadina i opis
U knjizi Studija u grimizu (1887.) Watson, kao pripovjedač opisuje njegov susret sa Sherlockom Holmesom i to kako su dijelili sobu u 221B Baker Streetu, kako je istraživao Holmesovo zanimanje i to kako je pridobio Holmesovo povjerenje i pridružio mu se u njihovom prvom slučaju. Watson opisuje Holmesove postupke detaljno, no pre romantično za Holmesov ukus. 
U Znaku četvorice Watson upoznaje Mary Morstan, koja mu kasnije postaje žena, no bila je nesigurna u njega i jedno vrijeme ga je zvala "James". To možda znači nadimak za njegovo nepoznato srednje ime koje glasi "Hamish". Mary to ponavlja (ili Doyle greškom) u priči Čovjek s iskrivljenom usnom.
Watson je medicinski službenik. Služio je kao vojni liječnik u ratu u Afganistanu, no nakon ozljede prestao je.